# Forêt rare du Lac-Saint-Pierre
La forêt rare du Lac-Saint-Pierre est un écosystème forestier exceptionnel situé sur la rive nord du lac Saint-Pierre à Maskinongé au Québec (Canada). Cette aire protégée de 204 ha protège une érablière argentée à frêne noir, un groupement forestier rendu rare à la suite de la colonisation européenne. Elle a été classée comme écosystème forestier exceptionnel en 2009.

## Flore
La strate supérieur est dominée par l'érable argenté, dont les plus gros individus ont un diamètre de 58 cm et une hauteur de 30 m. Le peuplement est plutôt jeune avec des arbres d'environ 85 ans. Le sous-étage est quant à lui dominé par le frêne noir. On y rencontre aussi la présence d'orme d'Amérique. Dans le sous-bois, on y rencontre entre autres la laportéa du Canada et l'onoclée sensible, qui témoigne de la richesse du milieu.

### Biographie
- « Forêt rare du Lac-Saint-Pierre », sur Ministère des Forêts, de la Faune et des Parcs